# 6 december
6 december är den 340:e dagen på året i den gregorianska kalendern (341:a under skottår). Det återstår 25 dagar av året.

## Återkommande bemärkelsedagar

### Nationaldagar
- Finlands självständighetsdag (till minne av självständigheten från Ryssland 1917)

### Övrigt
- Spanska konstitutionsdagen
- Minnesdagen för kvinnovåldets offer i Kanada

## Namnsdagar

### I den svenska almanackan
- Nuvarande – Nikolaus och Niklas
- Föregående i bokstavsordning
  - Niklas – Namnet infördes på dagens datum 1986 och har funnits där sedan dess.
  - Nikolaus – Namnet har, till minne av att biskopen Sankt Nikolaus i Mindre Asien avled denna dag år 343, funnits på dagens datum sedan gammalt och har inte flyttats.
  - Nikolina – Namnet infördes på dagens datum 1986, men utgick 1993.
  - Nils – Namnet förekom på dagens datum före 1901, men utgick innan dess. Detta år infördes det på 8 oktober och har funnits där sedan dess.
- Föregående i kronologisk ordning
  - Före 1901 – Nikolaus och Nils
  - 1901–1985 – Nikolaus
  - 1986–1992 – Nikolaus, Niklas och Nikolina
  - 1993–2000 – Nikolaus och Niklas
  - Från 2001 – Nikolaus och Niklas
- Källor
  - Brylla, Eva (red.). Namnlängdsboken. Gjøvik: Norstedts ordbok, 2000 ISBN 91-7227-204-X
  - af Klintberg, Bengt. Namnen i almanackan. Gjøvik: Norstedts ordbok, 2001 ISBN 91-7227-292-9

### Finlandssvenska almanackan
- Nuvarande från 2020[1] – Nils, Niklas, Nico, Nicole, Nicolas, Nicolina
- I föregående revideringar[a][2]
  - 1929–1949 – Nils
  - 1950–2009 – Nils, Niklas
  - 2010–2014 – Nils, Niklas, Nicolas
  - 2015–2019 – Nils, Niklas, Nicolas, Nico, Nicole

### Katolska kyrkan
- Sankt Nikolaus dag

## Händelser
- 1058 – Sedan Stefan IX har avlidit den 29 mars väljs Gérard av Burgund till påve och tar namnet Nicolaus II.
- 1790 – Förenta staternas kongress flyttar från New York till Philadelphia.
- 1877 – Thomas Edison läser in barnramsan Mary had a Little Lamb på sin fonograf och detta blir därmed historiens första inspelning av en mänsklig röst.
- 1884 – Washingtonmonumentet färdigt.
- 1906 – Oscarsteatern i Stockholm invigs.
- 1907 – Vid en kolgruveexplosion i Monongah, West Virginia omkommer 361 gruvarbetare.
- 1917
  - Finland förklarar sig självständigt.[3]
  - I hamnen i Halifax i Nova Scotia i Kanada kolliderar två fartyg – det ena är det franska Mont Blanc som är lastat med ammunition – och förorsakar en explosion, som dödar mer än 2 000 personer och raserar en stor del av staden.
- 1921 – Irland utropas som självständigt från Förenade kungariket, men ingår fortfarande i Brittiska imperiet.
- 1926 – Fotbollsklubben Trelleborgs FF bildas.
- 1941 – Röda armén under Zjukov går till motanfall mot de av kylan paralyserade tyskarna framför Moskva.
- 1957 – Första amerikanska försöket att skjuta upp en satellit misslyckas när raketen exploderar under start.
- 1973 – Gerald Ford tillträder som vicepresident i USA och ersätter Spiro Agnew, som avgår på grund av skattefiffel.
- 1984 – Leo Honkala får sparken som ordförande i Svenska Brottningsförbundet.
- 1989 – École Polytechnique-massakern: en psykiskt sjuk man dödar 14 unga kvinnor i Montréal.
- 1992
  - Schweiz säger i folkomröstning nej till EES-avtalet.
  - Sex ungdomar skottskadas av en 26-årig man i Mora. En av dem avlider senare.
  - Babri Masjid rivs av hinduer.
- 1998 – Gävle drabbas av ett våldsamt snöoväder. Skolor stängs och invånarna uppmanas att stanna inomhus.
- 2003 – Statsminister Göran Persson och Systembolagets vd Anitra Steen gifter sig på Harpsund.
- 2007 – Dokumentären I takt med tiden avslöjar en köttskandal på Ica.

## Födda
- 1421 – Henrik VI, kung av England och herre över Irland 1422–1461 och 1470–1471.
- 1478 – Baldassare Castiglione, italiensk diplomat och författare.
- 1723 – Carl Sparre, svensk friherre, riksråd 1775.
- 1732 – Warren Hastings, brittisk generalguvernör över Brittiska ostindiska kompaniet.
- 1778 – Joseph Louis Gay-Lussac, fransk fysiker och kemist.
- 1796 – Joseph Webber Jackson, amerikansk politiker, kongressledamot 1850–1853.
- 1810 – Robert Napier, 1:e baron Napier av Magdala, brittisk fältmarskalk.
- 1813 – Albert Kellogg, amerikansk läkare och botaniker.
- 1823 – Friedrich Max Müller, tysk orientalist.
- 1834 – Henry W. Blair, amerikansk republikansk politiker, senator (New Hampshire) 1789–1785 och 1785-1791.
- 1841
  - Frédéric Bazille, fransk målare, tidig impressionist.
  - Oskar Fredrik Wijkman, svensk politiker.
- 1849 – Charles Thomas, amerikansk politiker, guvernör i Colorado 1899–1901, senator (Colorado) 1913–1921.
- 1876
  - William S. Hart, amerikansk skådespelare.
  - Fred Duesenberg, amerikansk racerförare och bildesigner, grundare av bilmärket Duesenberg.
- 1877 – Paul Bonatz, tysk arkitekt.
- 1885 – Birger Sjöberg, svensk författare.
- 1886 – Joyce Kilmer, poet.
- 1887
  - Lynn Fontanne, brittisk skådespelare.
  - Martin Ekström, svensk militär och nazistisk politiker.
- 1890
  - Yoshio Nishina, japansk fysiker.
  - Rudolf Schlichter, målare, grafiker, artist och författare.
- 1892 – Lina Carstens, skådespelare.
- 1894 – Martin Ljungberg, svensk civilingenjör och riksdagspolitiker (högern).
- 1896 – Ira Gershwin, amerikansk lyriker/textförfattare.
- 1897 – Erik ”Jerka” Burman, Sveriges första målskytt i Sveriges herrlandslag i ishockey.
- 1898
  - Alfred Eisenstaedt, fotojournalist.
  - Gunnar Myrdal, nationalekonom, professor, socialdemokratisk politiker, statsråd, mottagare av Sveriges Riksbanks pris i ekonomisk vetenskap till Alfred Nobels minne.
- 1900 – Agnes Moorehead, amerikansk skådespelare.
- 1905 – Nils Kyndel, svensk kompositör och musikarrangör.
- 1911 – Olle Bærtling, svensk målare och skulptör.
- 1913 – John Mikaelsson, friidrottare, OS-guld 1948 och 1952.
- 1916 – Kristján Eldjárn, Islands president 1968–1980.
- 1917
  - Kamal Jumblatt, libanesisk politiker.
  - Olof Sundby, svensk biskop i Växjö stift 1970–1972, ärkebiskop 1972–1983.
- 1920
  - Dave Brubeck, amerikansk jazzpianist och kompositör.
  - George Porter, brittisk fotokemist, mottagare av Nobelpriset i kemi 1967.
- 1921 – Marcel Callo, fransk motståndsman mot nazismen.
- 1925 – Jean King, amerikansk demokratisk politiker.
- 1926 – Marie Takvam, norsk författare och skådespelare.
- 1928 – Gunnar Hellström, svensk skådespelare och regissör.
- 1929 – Nikolaus Harnoncourt, österrikisk dirigent.
- 1933 – Henryk Górecki, polsk kompositör.
- 1941 – Kersti Adams-Ray, svensk journalist och programledare i radio.
- 1942 – Peter Handke, österrikisk skriftställare och författare, mottagare av Nobelpriset i litteratur 2019.
- 1944 – Jonathan King, brittisk sångare.
- 1945 – Ray LaHood, amerikansk republikansk politiker.
- 1947 – Geoffrey Hinton, brittisk-kanadensisk kognitiv psykolog och datavetare, mottagare av Nobelpriset i fysik 2024.
- 1948
  - Don Nickles, amerikansk republikansk politiker och affärsman, senator (Oklahoma) 1981–2005.
  - Yoshihide Suga, japansk politiker, premiärminister 2020-2021.
  - JoBeth Williams, amerikansk skådespelare och regissör.
- 1949 – Janet Anderson, brittisk parlamentsledamot för Labour.
- 1953
  - Tom Hulce, amerikansk skådespelare.
  - Anna Kristina Kallin, svensk skådespelare och sångare.
- 1955
  - Anne Begg, brittisk parlamentsledamot för Labour.
  - Steven Wright, komiker.
- 1956 – Randy Rhoads, amerikansk gitarrist.
- 1957 – Andrew Cuomo, amerikansk demokratisk politiker.
- 1958 – Nick Park, brittisk filmproducent.
- 1959 – Satoru Iwata, japansk spelprogrammerare och företagsledare, VD för Nintendo 2002–2015.
- 1966 – Per-Ulrik Johansson, svensk golfspelare.
- 1969 – Torri Higginson, kanadensisk skådespelare.
- 1970 – Ulf Ekberg, svensk musiker och grundare av Ace of Base.
- 1973 – Martin Westerstrand Skans, svensk musiker.
- 1976 – Lindsay Price, amerikansk skådespelare.
- 1978 – Mijailo Mijailović, utrikesminister Anna Lindhs mördare.
- 1984 – Prinsessan Sofia, svensk prinsessa (gift med prins Carl Philip), tidigare modell och dokusåpadeltagare.
- 1987 – Seth Engström, svensk magiker och illusionist.
- 1993 – Elián González, omskriven kubansk pojke i vårdnadstvist 2000.
- 1994 – Giannis Antetokounmpo, grekisk basketspelare.
- 1997 – Sabrina Ionescu, amerikansk basketspelare.

## Avlidna
- 884 – Karloman II, kung av Västfrankiska riket sedan 879 (död denna dag eller 12 december).
- 903 – Leo V, påve från juli till september detta år (mördad denna dag eller i september).
- 1352 – Clemens VI, född Pierre Roger, påve sedan 1342.
- 1712 – Fabian Wrede, greve, ämbetsman, statsman.
- 1734 – Abigail Masham, engelsk hovdam.
- 1769 – Jakob Albrekt von Lantingshausen, svensk friherre, generallöjtnant, politiker, överståthållare.
- 1770 – Neri Maria Corsini, italiensk kardinal.
- 1829 – Baltzar von Platen, svensk viceamiral och kanalbyggare.
- 1835 – Nathan Smith, amerikansk politiker och jurist, senator (Connecticut) 1833–1835.
- 1867 – Giovanni Pacini, italiensk operatonsättare.
- 1870 – Bedford Brown, amerikansk politiker, senator (North Carolina) 1829–1840.
- 1882 – Louis Blanc, fransk politiker och historiker.
- 1889 – Jefferson Davis, amerikansk politiker. president i Amerikas konfedererade stater 1861–1865.
- 1892 – Werner von Siemens, tysk uppfinnare.
- 1923 – Elias Arrhenius, svensk major.
- 1926 – George Alfred Carlson, amerikansk republikansk politiker, guvernör i Colorado 1915–1917.
- 1942 – Karl Herxheimer, tysk dermatolog.
- 1944 – Jarl Hemmer, finlandssvensk författare.
- 1945 – Alfred Saalwächter, tysk sjömilitär, generalamiral 1940, avrättad i rysk fångenskap.
- 1952 – Jakob Sporrenberg, tysk SS-officer, avrättad.
- 1961 – Frantz Fanon, franskspråkig teoretiker.
- 1963 – Ivar Johansson, svensk regissör och manusförfattare.
- 1969 – Vilhelm Lundvik, svensk ämbetsman och politiker, statsråd, landshövding.
- 1976 – Ragnar Klange, svensk skådespelare och teaterchef.
- 1985 – Carroll Cole, amerikansk seriemördare.
- 1988
  - Roy Orbison, amerikansk musiker, rocksångare.
  - Timothy Patrick Murphy, amerikansk skådespelare.
- 1991 – Majlis Granlund, finlandssvensk skådespelare.
- 1992 – Yngve Sköld, svensk kompositör, skådespelare, pianist och organist.
- 1993 – Don Ameche, amerikansk skådespelare.
- 1994 – Daniella Josberg, svensk författare (mördad).
- 1996 – Olof Sundby, 79, svensk ärkebiskop 1972–1983.
- 2006 – Mavis Pugh, 92, brittisk skådespelare.
- 2008 – Sunny von Bülow, 76, amerikansk arvtagare och societetsdam, låg i koma i 28 år.
- 2012 – Ed ”Cass” Cassidy, 89, amerikansk trumslagare, grundare av musikgruppen Spirit.
- 2014 – Ralph H. Baer, 92, tyskfödd amerikansk uppfinnare och pionjär inom dataspelsbranschen.
- 2017 – Henrik Svenungsson, biskop i Stockholms stift 1988–1998.
- 2020 – László Kuncz, 63, ungersk vattenpolospelare.
- 2021 – Kåre Willoch, 93, norsk politiker (Høyre), statsminister 1981-1986.
- 2022 – Ichirou Mizuki, 74, japansk sångare och skådespelare.
- 2023 – Marisa Pavan, 91, italiensk skådespelare.

### Fotnoter
1. ↑  ”Universitetets namnsdagsalmanacka - Universitetets almanacksbyrå”. almanakka.helsinki.fi. Helsingfors universitet. https://almanakka.helsinki.fi/sv/kalender-2025/. Läst 22 februari 2025.
2. ↑  ”Namnsdagsrevideringar - Universitetets almanacksbyrå”. almanakka.helsinki.fi. Helsingfors universitet. https://almanakka.helsinki.fi/sv/namnsdagar/namnsdagsrevideringar.html. Läst 3 oktober 2020.
3. ↑  ”Finland” (på engelska). World Statesmen. http://www.worldstatesmen.org/Finland.html. Läst 9 november 2012.